# Audi (singolo)
Audi è un singolo del rapper statunitense Smokepurpp pubblicato il 17 maggio 2017.

## Tracce
1. Audi – 2:38